# Łukasz Szukała
Łukasz Szukała (Gdańsk, 26 mei 1984) is een Pools voormalig voetballer die doorgaans speelde als centraal verdediger. Tussen 2004 en 2018 was hij actief voor 1860 München, Alemannia Aachen, Gloria Bistrița, Universitatea Cluj, Petrolul Ploiești, Steaua Boekarest, Al-Ittihad, Osmanlıspor en Ankaragücü. Szukała maakte in 2013 zijn debuut in het Pools voetbalelftal en kwam uiteindelijk tot zeventien interlandoptredens.

## Clubcarrière
Szukała werd geboren in Polen, maar al op jonge leeftijd verhuisde hij met zijn ouders naar Duitsland. Aldaar speelde hij in de jeugd van TuS Fortuna Saarburg, SV Trassem, SV Eintracht Trier 05 en hij speelde tevens bij de opleiding van het Franse FC Metz. In 2004 brak hij door bij de beloften van TSV 1860 München en na een periode in het eerste elftal, ging hij spelen bij Alemannia Aachen. In 2010 verliet hij Duitsland, om in Roemenië bij Gloria Bistrița te gaan spelen. Al na één jaar verkaste hij naar Universitatea Cluj, waar hij voor drie jaar tekende. Na twee duels gespeeld te hebben voor Petrolul Ploiești, tekende de verdediger in 2012 bij Steaua Boekarest. In januari 2015 verhuisde de Pool naar Al-Ittihad. Een halfjaar later werd Osmanlıspor de nieuwe werkgever van Szukała. Twee jaar later verkaste hij naar Ankaragücü. Na anderhalf jaar verliet hij de club met zes competitiewedstrijden op zijn naam. Hierop besloot Szukała op vierendertigjarige leeftijd een punt te zetten achter zijn actieve loopbaan.

## Interlandcarrière
Zijn debuut in het Pools voetbalelftal maakte Szukała op 14 augustus 2013, toen er met 3–2 gewonnen werd van Denemarken. De verdediger mocht in de basis beginnen en hij speelde het gehele duel mee.
| Interlands van Łukasz Szukała voor Polen | Interlands van Łukasz Szukała voor Polen | Interlands van Łukasz Szukała voor Polen | Interlands van Łukasz Szukała voor Polen | Interlands van Łukasz Szukała voor Polen | Interlands van Łukasz Szukała voor Polen |
| №                                        | Datum                                    | Wedstrijd                                | Uitslag                                  | Competitie                               | Goals                                    |
| Als speler bij Steaua Boekarest          | Als speler bij Steaua Boekarest          | Als speler bij Steaua Boekarest          | Als speler bij Steaua Boekarest          | Als speler bij Steaua Boekarest          | Als speler bij Steaua Boekarest          |
| ---------------------------------------- | ---------------------------------------- | ---------------------------------------- | ---------------------------------------- | ---------------------------------------- | ---------------------------------------- |
| 1                                        | 14 augustus 2013                         | Polen – Slowakije                        | 3 – 2                                    | Vriendschappelijk                        |                                          |
| 2                                        | 6 september 2013                         | Polen – Montenegro                       | 1 – 1                                    | WK 2014 kwalificatie                     |                                          |
| 3                                        | 11 oktober 2013                          | Oekraïne – Polen                         | 1 – 0                                    | WK 2014 kwalificatie                     |                                          |
| 4                                        | 19 november 2013                         | Polen – Ierland                          | 0 – 0                                    | Vriendschappelijk                        |                                          |
| 5                                        | 5 maart 2014                             | Polen – Schotland                        | 0 – 1                                    | Vriendschappelijk                        |                                          |
| 6                                        | 13 mei 2014                              | Duitsland – Polen                        | 0 – 0                                    | Vriendschappelijk                        |                                          |
| 7                                        | 7 september 2014                         | Gibraltar – Polen                        | 0 – 7                                    | EK 2016 kwalificatie                     | 58'                                      |
| 8                                        | 11 oktober 2014                          | Polen – Duitsland                        | 2 – 0                                    | EK 2016 kwalificatie                     |                                          |
| 9                                        | 14 oktober 2014                          | Polen – Schotland                        | 2 – 2                                    | EK 2016 kwalificatie                     |                                          |
| 10                                       | 14 november 2014                         | Georgië – Polen                          | 0 – 4                                    | EK 2016 kwalificatie                     |                                          |
| Als speler bij Al-Ittihad                |                                          |                                          |                                          |                                          |                                          |
| 11                                       | 14 november 2014                         | Ierland – Polen                          | 1 – 1                                    | EK 2016 kwalificatie                     |                                          |
| 12                                       | 14 november 2014                         | Polen – Georgië                          | 4 – 0                                    | EK 2016 kwalificatie                     |                                          |
| 13                                       | 14 november 2014                         | Polen – Griekenland                      | 0 – 0                                    | Vriendschappelijk                        |                                          |
| Als speler bij Osmanlıspor               |                                          |                                          |                                          |                                          |                                          |
| 14                                       | 4 september 2015                         | Duitsland – Polen                        | 3 – 1                                    | EK 2016 kwalificatie                     |                                          |
| 15                                       | 7 september 2015                         | Polen – Gibraltar                        | 8 – 1                                    | EK 2016 kwalificatie                     |                                          |
| 16                                       | 11 oktober 2015                          | Polen – Ierland                          | 2 – 1                                    | EK 2016 kwalificatie                     |                                          |
| 17                                       | 13 november 2015                         | Polen – IJsland                          | 4 – 2                                    | Vriendschappelijk                        |                                          |

## Erelijst
| Liga 1             | 3 | 2012/13, 2013/14, 2014/15 |
| Supercupa României | 1 | 2013                      |